# Speedball (droga)
Speedball, powerball, o over and under és la barreja polivalent d'un estimulant amb un depressiu, generalment un opioide. La mescla més coneguda utilitzada per al consum de drogues recreatives és la de cocaïna i heroïna⁣; tanmateix, les amfetamines també es poden barrejar amb morfina o fentanil. Es pot prendre una bola de velocitat per via intravenosa o per insuflació nasal.
Les speedballs sovint donen efectes més forts que qualsevol dels dos fàrmacs quan es prenen sols a causa de la sinergia dels medicaments, i són una barreja especialment perillosa que pot causar fàcilment un atac de cor, una aturada respiratòria i la mort. En comparació amb les drogues individuals, les speedballs tenen més probabilitats de provocar addicció, i els usuaris tenen més probabilitats de recaiguda i també de sobredosi.

## Història
Les combinacions originals de speedball utilitzaven metamfetamina barrejada amb heroïna, o clorhidrat de cocaïna barrejat amb sulfat de morfina.

## Resposta fisiològica
La cocaïna actua com a estimulant, mentre que l'heroïna/morfina actua com a depressiu. La coadministració té com a objectiu proporcionar una intensa febre d'⁣eufòria amb una pujada que se suposa que combina els efectes d'ambdós fàrmacs, alhora que s'espera reduir els efectes negatius, com ara l'⁣ansietat, la hipertensió i les palpitacions associades als estimulants, i la sedació o somnolència del depressiu.
En suprimir els efectes secundaris negatius típics dels dos fàrmacs, l'usuari pot creure falsament que té una tolerància més alta o que està menys intoxicat del que realment ho està. Això pot fer que els consumidors jutgin malament la ingesta d'una o ambdues drogues, donant lloc a una sobredosi mortal.

## Super speedballs
L'⁣Administració de Control de Drogues dels Estats Units va advertir el 2019 que el ràpid augment del subministrament de fentanil al país ha provocat combinacions tant de fentanil com d'heroïna amb cocaïna ("super speedballs"). A més, la contaminació creuada de fentanil en pols en subministraments de cocaïna ha donat lloc a informes de consumidors de cocaïna sense saber-ho consumint una combinació semblant a una speedball.

## Morts notables atribuïdes a l'ús de speedball
- Jean-Michel Basquiat,[12][13] encara que altres fonts indiquen la seva mort només com a sobredosi d'heroïna.[14][15]
- John Belushi[12]
- Ken Caminiti[16]
- Chris Farley[12][17]
- Pete Farndon[18]
- Zac Foley[19]
- Trevor Goddard[20]
- Mitch Hedberg[21]
- Philip Seymour Hoffman[22]
- Sebastian Horsley[23]
- DJ Rashad[24]
- Chris Kelly[25]
- Brent Mydland[26]
- River Phoenix[27]
- Judee Sill[28]
- Layne Staley[29]
- Joey Stefano, va morir per barrejar cocaïna, morfina, heroïna i ketamina.[30]
- Michael K. Williams, va morir per sobredosi d'una barreja d'heroïna amb fentanil i cocaïna.[31]

### Incidències notables pel seu ús
L'any 1996, Steven Adler va tenir un ictus després de prendre una speedball, cosa que el va deixar amb un impediment permanent de la parla. Aquell mateix any, Dave Gahan va patir un atac de cor després d'una sobredosi de speedball, però va sobreviure. Segons la seva autobiografia, Slash va experimentar una aturada cardíaca durant vuit minuts després de consumir una speedball, però va ser reviscut.